# Sue Savage-Rumbaugh

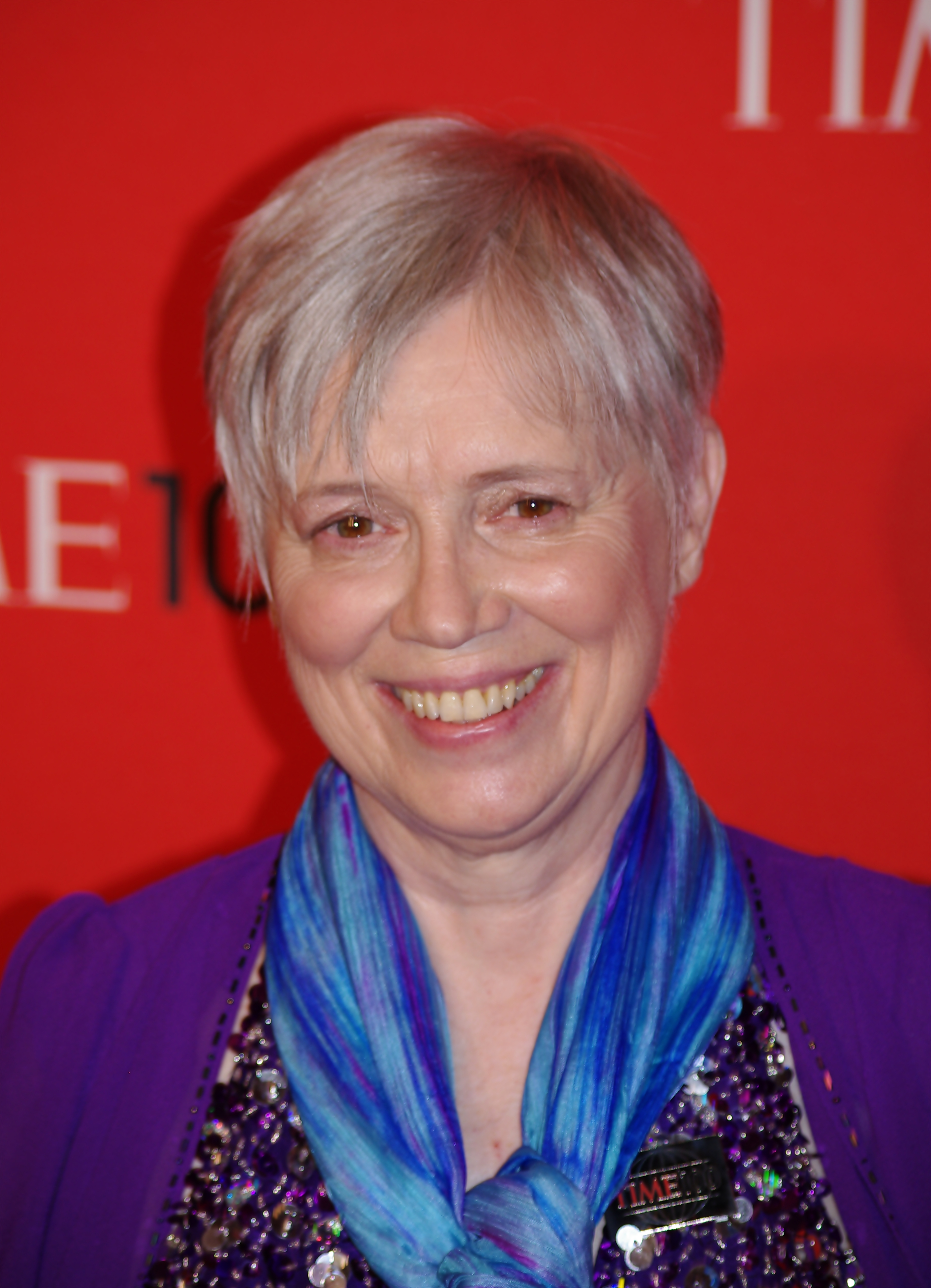
Savage-Rumbaugh en la gala Time 100 de 2011

Sue Savage-Rumbaugh (* 1946-) es una zoóloga estadounidense especializada en el estudio de los primates. Sus investigaciones más importantes son acerca del comportamiento inteligente que aparentemente demuestran los simios de algunas especies, como los chimpancés y los bonobos.
Ha trabajado más de 20 años con ellos y muy de cerca con dos bonobos: Kanzi (quiere decir tesoro en suajili) y Panbanisha. La zoóloga se ha concentrado en los lexigramas que parecen ser utilizados por los bonobos para comunicarse, y que formarían parte de un lenguaje, que Savage-Rumbaught denomina como el "Gran Lenguaje de los Simios". 
Los bonobos han aprendido a hacer fuego con un encendedor y leña, usar tijeras, mirarse al espejo, y a jugar el videojuego Pac-Man. Savage-Rumbaugh, basada en sus investigaciones, afirma que los simios pueden aprender a comunicarse por medio del lenguaje, una teoría que ha creado muchas controversias en los campos de la lingüística, psicología y otras ciencias que estudian el cerebro y la mente. Por ejemplo el científico cognitivo Steven Pinker, crítica la posición de Savage-Rumbaugh y otros científicoas en este respecto, ya que en su reconocido libro, El lenguaje del Instinto, Spinker argumenta que Kanzi, y otros loros, no serían capaces de aprender los fundamentos del lenguaje.
El trabajo de la doctora Savage-Rumbaugh con Kanzi, el primer simio que ha aprendido a entender el lenguaje humano de la misma manera que lo aprenden los niños, se encuentra detallado en "comprehension in Ape and Child" publicado en "Monographs of the Society for Research in Child Development" (1993). Fue seleccionado por el "Millenium Project" como uno de los 100 trabajos más influyentes del siglo XX en ciencias cognitivas, por el Centro para las Ciencias Cognitivas de la Universidad de Minesota en 1991. Este trabajo quedó asimismo reflejado en su quizá más famosa obra "Kanzi: The Ape at the Brink of the Human Mind" (véase publicaciones, aquí abajo).

## Algunas publicaciones
- Savage-Rumbaugh, ES; S Boysen, DM Rumbaugh. 1981.

¿Se da lenguaje en los simios?. Estudios de psicología, ISSN 0210-9395, N.º 5-6, 1981, pp. 77-97
- Savage-Rumbaugh, ES; R Lewin. 1996. Kanzi: The Ape at the Brink of the Human Mind. Wiley. ISBN 0-471-15959-X
- Savage-Rumbaugh, ES; WM Fields. 2002. Hacia el control de nuevas realidades. Quark: Ciencia, medicina, comunicación y cultura, ISSN 1135-8521, N.º 25, 2002 Texto completo
- Segerdahl, P; ES Savage-Rumbaugh; W Mintz Fields; DM Rumbaugh. 2005. Culture prefigures cognition in Pan/Homo Bonobos. Theoria: Revista de teoría, historia y fundamentos de la ciencia, ISSN 0495-4548, Vol. 20, N.º 54, 2005, pp. 311-328
- Savage-Rumbaugh, ES; SG Shanker; TJ Taylor. 2001. Apes, Language, & the Human Mind. Oxford. ISBN 0-19-514712-X

## Honores
- Smithsonian Institution le otorga el Diploma de "Understanding Ourselves, Understanding Each Other"
- Invitada de honor para exponer en la "Nobel Conference XXXII, 1996"
- Doctor honoris causa de Ciencias de la "Universidad de Chicago", 1997
- Premio Leighton A. Wilkie en Antropóloga de la "Universidad de Indiana", 2000